# Nou arcs
Els Nou Arcs era un terme usat en l'antiguitat pels  egipcis per referir-se als seus enemics tradicionals: en general eren les àrees circumdants a Egipte, els veïns (i per tant potencials enemics) sobre els quals el faraó exercia, o pretenia exercir, el seu domini. Els pobles inclosos en aquest terme van anar canviant en el transcurs del temps, així doncs no hi ha una llista concreta dels nou arcs. Quan els representa en forma personalitzada es diferencien per les seves robes, però quan es parla d'ells en general se'ls representa per nou dobles semicercles (nb, tots) col·locats en tres columnes, tal com pot observar-se en la base de l'estàtua de Nectabeu II.

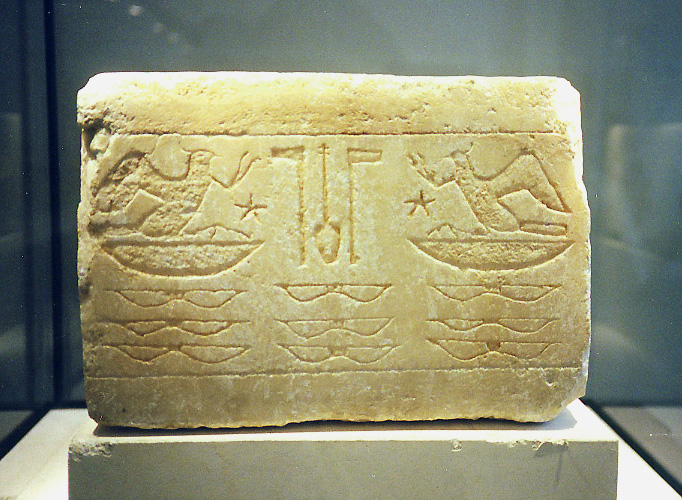
Els Nou Arcs gravats al pedestal de l'estàtua de Nectabeu II.

Durant els festivals de Heb Sed, la finalitat era la renovació de la força física i l'energia sobrenatural del faraó, aquest disparava fletxes cap als punts cardinals per renovar els seus drets de poder universal sobre els Arcs.

## Simbolisme
L'expressió Els Nou Arcs era l'expressió simbòlica de tots els grups humans sotmesos pel faraó. L'arc tenia el doble significat de representar el poder real, així com referir-se als pobles enemics. De fet, en moltes representacions figuren vençuts lliurant el seu arc al faraó. D'altra banda, el nombre nou representa la totalitat, el total dels totals, tres vegades 3.

## Cap de l'Arc
Existia també el títol de Cap de l'Arc (hry-pdt, el que està per sobre de l'Arc), que probablement designava al comandant militar de les tropes destacades en aquesta zona. A vegades el títol apareix seguit del lloc ( Jaemuaset, cap de l'Arc de Cuix) i en altres simplement s'indica Cap de l'Arc del Senyor de les Dues Terres, sense indicació del territori.

## Testimonis

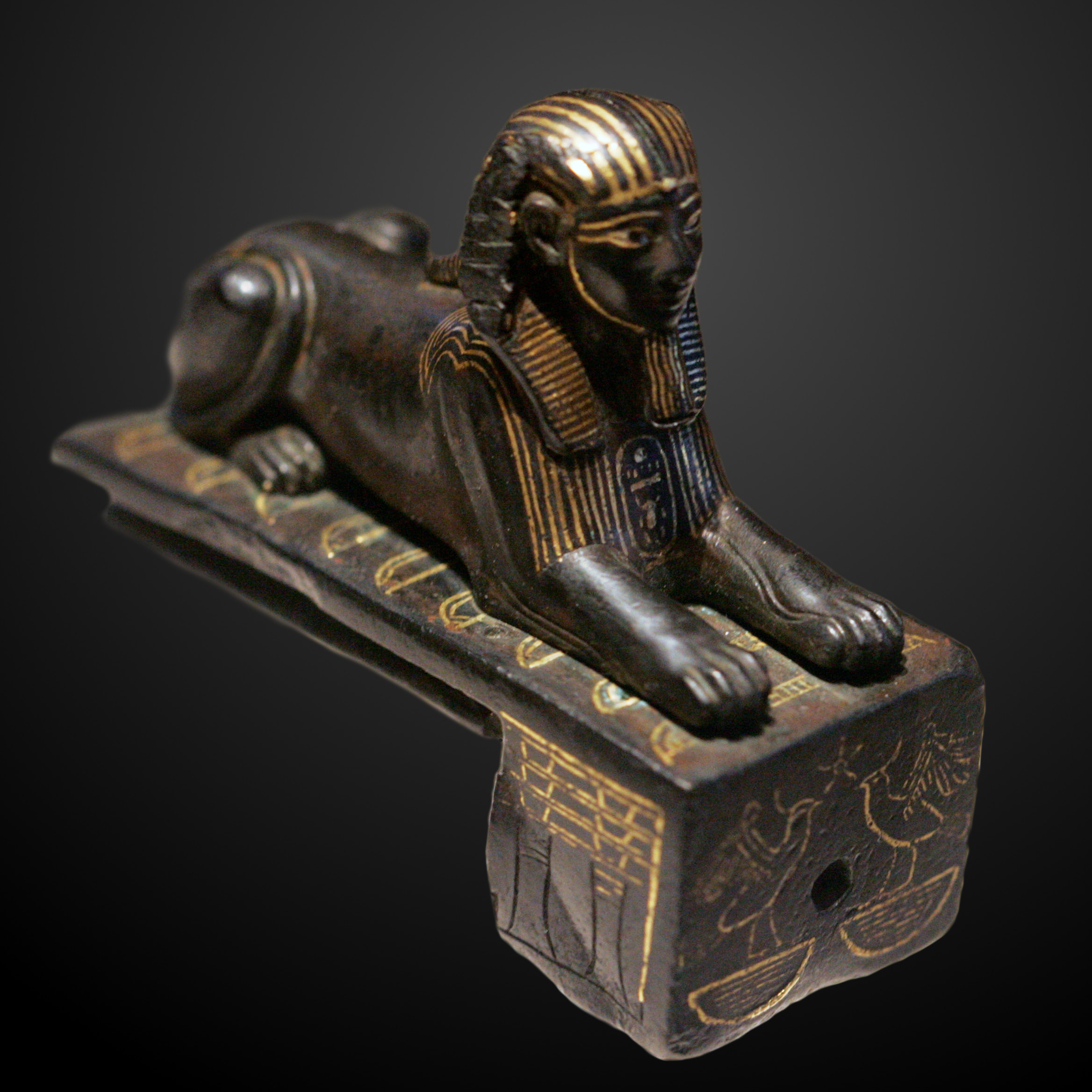
Esfinx de bronze de Tutmosis III recolzat sobre els Nou Arcs.

Una de les més antigues representacions dels Nou Arcs està en una estàtua sedent de Djoser, faraó de la tercera dinastia, en què els seus peus descansen sobre ells. La fredeluga (rḫyt) s'associa a la iconografia amb l'expressió «tots els pobles em lloen».
Esfinx de bronze de Tutmosis III (dinastia XVIII) mostrant al faraó recolzat sobre els Nou Arcs. A la part frontal apareix «tots els pobles em lloen». Al lateral apareixen els pilars del domini, Dyed.
Seti I (dinastia XIX), en el seu Nom de Nebty: Uehemmesut Sejemjepesh Derpedyetpesdyet «El que reneix, poderós que sotmet als Nou Arcs», va utilitzar aquesta expressió per manifestar el seu poder sobre els «pobles estrangers».
De l'època de Tutankamon (dinastia XIX) també hi ha una coneguda representació dels Nou Arcs: la seva tomba es va tancar amb una corda nuada, en què es va impressionar un segell d'argila; aquest té a Anubis en la seva forma de xacal, tombat sobre la llista dels Nou Arcs.
Pedestal d'una estàtua de Nectabeu II, dinastia XXX, en què també apareix el clàssic «tots els pobles em lloen» juntament amb Ntr-NFR: Faraó Magnífic.